# Santé mentale communautaire
La santé mentale communautaire se concentre sur la détection, la prévention, le traitement précoce et la réhabilitation des patients avec troubles émotionnels et sociaux tant que ceux-ci sont développés dans la communauté plutôt qu'en face à face, dans la clinique privée ou dans de larges institutions psychiatriques. Une importance particulière est donnée aux facteurs sociaux, interpersonnels et environnementaux qui contribuent à la maladie mentale.

## Principes
Le soin en santé mentale communautaire ne se concentre pas uniquement sur les déficits et les limitations des personnes (perspective de la maladie) mais également sur leurs forces, capacités et aspirations (perspective du rétablissement). Les services et les soutiens visent à aider la personne à développer une identité positive, d'encadrer l'expérience de la maladie, d'autogérer la maladie et de poursuivre des rôles sociaux valorisés.
Le soin en santé mentale communautaire inclut la communauté dans un sens largement défini. Elle ne met pas seulement l'accent sur la réduction ou la gestion de l'adversité environnementale, mais aussi les forces des familles, les réseaux sociaux, les communautés et les organisations qui entourent la personne expérimentant la maladie mentale.
Le soin en santé mentale communautaire mélange une approche médicale basée sur les faits et une éthique pratique. Une approche scientifique utilise les données les plus récentes disponibles sur le caractère efficace des interventions. En même temps, les personnes qui expérimentent les maladies mentales ont le droit de comprendre leurs maladies, dans la mesure où les professionnels les comprennent, de considérer les meilleures options disponibles et toute information à disposition sur leur caractère efficace et leurs effets secondaires, ainsi que d'avoir leurs préférences dans un processus de prise de décision partagé.

## Application en Europe
Selon une étude d'experts organisée par l'Organisation mondiale de la santé dans 42 pays, il existe des moyens de parvenir un objectif de désinstitutionnalisation en santé mentale dans les pays ayant un revenu par habitant moyen ou faible, et ce en accroissant les services communautaires plutôt que de verser de fortes sommes à des hôpitaux psychiatriques. Un changement advenant au moment opportun ainsi qu'un volonté politique sont deux points clés de cette réussite.
En 1973, l'Organisation mondiale de la santé a écrit que les médecins généralistes devraient être la base de la psychiatrie communautaire et qu'ils étaient à la meilleure place afin de fournir un suivi de long terme et d'être disponibles pour de longues périodes de maladie.

### Le modèle italien
Aujourd'hui, le modèle italien de soins psychiatriques est organisé de manière à fournir plusieurs types de traitements différenciés, choisis en fonction du pronostic et des caractéristiques des troubles psychiatriques concernés. Il s'agit essentiellement de réduire au minimum le besoin d'hospitalisation et d'en limiter la durée lorsque celle-ci est inévitable. Pour ce faire, on agit dans le contexte social et familial du patient, on cherche à prévenir la chronicisation et on maintient le patient dans son propre réseau relationnel.
La psychiatrie en Italie était dans un état tel que les psychiatres étaient considérés comme des «hygiénistes» d'après un article du philosophe Pierangelo Di Vittorio ce qui n'aurait pas laisser le choix aux parlement italien que de fermer ce qu'ils appelaient encore des «asiles», enfermant des «aliénés». La pression exercée par Franco Basagial (entre autres) et les mouvements sociaux de l'époque ont conduit à la Loi 180 et à la fermeture des hôpitaux psychiatriques traditionnels. L'organisation s'est progressivement centrée sur la prévention des crises, la médication et la réadaptation sur une base locale. La psychiatrie est ainsi devenue l'un des départements de l'hôpital général, au même titre que toutes les autres spécialisations médicales, et sans connotation négative en tant que science moins digne d'intérêt.
La relation entre le patient et le psychiatre est également revue, le recours à la contention est très limité car cette dernière est une forme de maltraitance encore peu reconnue et empêche la future alliance thérapeutique entre le soignant et le soigné. Cette dernière est considérée primordiale par Franco Basaglia qui voulait enlever le «pouvoir» du psychiatre sur ce qu'il appelait des «sujets» (les patients). Aussi le terme de santé mentale est préféré au terme de psychiatrie car ce premier est plus général et ne se cantonne pas seulement à la médecine.
Le concept suivant est fondamental : l'intervention psychiatrique ne doit pas se limiter à une seule option (qu'elle soit pharmacologique, psychothérapeutique ou de réadaptation) ; elle ne peut pas non plus s'appuyer sur des options multiples mais déconnectées. Plusieurs phases des différents troubles peuvent être identifiées, chacune nécessitant une intervention spécifique et appropriée : la prévention, la phase d'urgence, les épisodes aigus, la phase de stabilisation et la prévention de la rechute. Plusieurs techniques thérapeutiques sont disponibles pour chaque phase différente. Il faut cependant souligner que l' objectif est d'intégrer les interventions somatiques, psychologiques, comportementales, familiales et sociales,.
Les études réalisées dans différents pays, auprès de personnes appartenant à des groupes culturels différents, soutiennent toutes la théorie selon laquelle aucune maladie mentale ne doit nécessairement devenir chronique, principe qui s'étend aux troubles les plus graves, comme la schizophrénie. Le taux de chronicisation en constante augmentation n'est que partiellement dû à la structure endogène de la personnalité ; dans la plupart des cas, il est lié à des facteurs qui sont extrinsèques à la maladie, en particulier ceux qui concernent la famille et l'environnement social de l'individu. Les interventions en phase aiguë et en phase d'urgence doivent donc s'inscrire dans le cadre d'un programme thérapeutique global mais, surtout, il faut identifier les interventions qui permettent d'éviter le danger de chronicisation dès les premiers stades de la maladie. 

#### Organisation des services psychiatriques à Trieste
Trieste est considérée comme la capitale de la psychiatrie démocratique de Franco Basaglia. Il s'y trouve un centre d'études et de recherches de l'Organisation mondiale de la santé, consacré à la psychiatrie.
Les centres communautaires de santé mentale, un pour chaque secteur, sont dotés d'au moins deux psychiatres et généralement d'une trentaine d'infirmier.ères. Ils fonctionnent comme des hôpitaux de jour, des centres de soins de jour et simplement comme des lieux où l'on peut se rendre et, en partie, un peu comme des communautés thérapeutiques. Ils tiennent la réunion quotidienne la plus importante en début de journée et ils rencontrent les familles et les patients, seuls ou en groupe, dans d'autres pièces de la maison tout au long de la journée.  En outre, chaque centre de santé mentale communautaire dispose d'une petite pharmacie et les médicaments sont utilisés de manière relativement libérale. 
Des infirmier.ères et des psychiatres basés dans les centres communautaires de santé mentale (CMHC) sortent régulièrement pour voir les patients chez eux.  En outre, dans chaque zone géographique, il existe des foyers de groupe qui accueillent des personnes souffrant de problèmes de santé mentale graves et durables.  Certains de ces foyers ont des infirmier.ères qui vivent à tour de rôle, tandis que d'autres sont moins dépendants.
L'intention de la psychiatrie communautaire a été de promouvoir un emploi correct pour les patients psychiatriques et d'intégrer ces derniers dans la communauté via le lieu de travail. À ce titre, elle a réussi à négocier avec les syndicats et les employeurs locaux pour que les patients reçoivent un salaire syndical approprié. Pour atteindre ces objectifs, les services psychiatriques ont mis en place une série de coopératives de travail qui emploient des travailleurs ordinaires mélangés à des personnes avec des problèmes de santé mentale. Ces coopératives appartiennent en partie aux services de santé mentale et en partie aux patients. Les coopératives couvrent toute une série d'activités différentes, notamment des cafés, des restaurants, la culture de légumes, une usine de maroquinerie, un atelier de meubles, un yacht de mer à louer, un service de location de vélos, un hôtel, un salon de beauté et une station de radio. Il existe également un ensemble d'ateliers de création, notamment de théâtre et de vidéo, ce dernier étant souvent utilisé pour les relations publiques du service.
En conclusion, le cas de Trieste a donné des résultats probants comme une réduction du besoin en lits, une réduction de 40 % du taux de suicide sur 15 ans, une meilleure adhérence aux traitements les plus lourds comme les neuroleptiques, un besoin moindre en soignants et une réduction des coûts,,.

## Application en France

### Le Lieu de répit à Marseille
Présenté comme en partenariat étroit avec les urgences psychiatriques de l’AP-HM [réf. nécessaire] (Timone) et de l’hôpital Edouard Toulouse (Nord), soutenu et financé par l'ARS Paca et l'Etat [réf. nécessaire] , le lieu de répit est un résultat des constatations de l'équipe MARSS (Mouvement et Action pour le Rétablissement Social et Sanitaire) concernant de « très nombreuses personnes en fuite d’un système de soins contesté et refusé ouvertement parce qu’il ne correspond pas à leurs propres besoins ». Ces gens sont caractérisés comme atteints d'une « maladie psychique sévère » évoluant vers la schizophrénie ou le trouble bipolaire associée à des difficultés psychosociales.
Il a été conçu pour les personnes sans-abri souffrant de troubles psychiques qui ont besoin d’un accueil et de soins alternatifs à l’hospitalisation lorsqu’ils vivent un épisode de crise psychotique. L'objet est aussi de lutter contre les privations de liberté en psychiatrie et d’instaurer les conditions d’une véritable démocratie sanitaire.
La formation théorique de l'équipe inclut la thérapie Dialogue ouvert (Open Dialogue), la formation au rétablissement en santé mentale, la gestion de crise, et l'auto-support (voir autonomisation).
Le Lieu de répit est issu des réflexions et des revendications de personnes directement concernées par la vie à la rue et les troubles psychiques, et la place de la pair-aidance y est conçue comme centrale.
En rapport avec l'expérience des maisons Soteria, les principes du Lieu de répit sont les suivants :
- Offrir aux personnes vivant une « crise psychotique » un milieu de vie calme, communautaire  [réf. nécessaire])

- Proposer une approche phénoménologique de la personne visant à donner un sens à l’expérience subjective de la crise psychotique

- Accompagner la personne dans ses activités quotidiennes selon le principe « d’être avec » et « faire avec »

- Absence de recours systématique aux traitements neuroleptiques, ou administration de faibles doses en favorisant plutôt les anxiolytiques qui altèrent moins les fonctions cognitives supérieurs [réf. nécessaire]) et toujours avec l’accord de la personne

- Présence permanente de professionnels [réf. nécessaire] et de bénévoles qui adhèrent à une vision existentiel et contextuelle de la crise sans la médicaliser ou psychiatriser d’emblée

Le lieu de répit de Marseille est organisé selon les principes de la sociocratie.

#### L'expérience en 2025
Le « Lieu de Répit » a fait l'objet d'une expérience avec l'AP-HM appelée « PREPS », les critères d'inclusions dans ce lieu était les suivant de 2021 à 2024 :
1. Résider dans l’agglomération marseillaise ;
2. Avoir plus de 18 ans ;
3. Être capable de lire et écrire en français ;
4. Avoir un suivi médical ;
5. Être affilié.e ou en cours d’affiliation à un régime de protection sociale ;
6. Présenter un diagnostic de schizophrénie, bipolarité type 1 ou trouble schizo-affectif ;
7. Être en situation de crise psychotique ou de post-crise immédiate ,
8. Être en situation d’isolement social selon l’échelle MCAS (envoyée sur demande).

Les objectifs de cette étude clinique sont décrits sur le site du projet mais les références concernant le fonctionnement actuel du « Lieu de Répit » sont manquants, seul un schéma, inclus dans la lettre d'intention destinée aux ARS décrit le fonctionnement global[réf. nécessaire]. Il semble que le modèle dominant reste le système de prise en charge actuel[réf. nécessaire].  

### La Case en + à Lyon
Dans la continuité du Lieu de Répit à Marseille, un collectif nommé La Case en + s'est formé en juin 2022 de manière "spontanée" pour reprendre leurs termes. A l'instar du projet ci-dessus, ils s'appuie sur la Loi 51, qui promeut l'innovation en santé. Ils en sont à la présentation à l'ARS de la région Rhône-Alpes, le but est de proposer un lieu médicalisé pouvant accueillir une dizaine de personnes pour une durée d'hospitalisation courte, l'accent sera mis sur le soutien par les pairs et le rétablissement.

### La pair-aidance
La pair-aidance est un élément important dans le modèle communautaire français de prise en charge des personnes ayant un problème de santé mentale. Bien que cette profession ne soit pas très reconnue en Italie car la famille et les amis semblent plus présents qu'en France, elle est un pilier de la santé mentale communautaire car elle permet d'avoir le soutien, autant pour le patient que pour les soignants, de quelqu'un qui a vécu et qui a le recul nécessaire à aider à la réhabilitation de la personne souffrante. Les pairs-aidants sont de plus en plus formés et sont aptes à intégrer une équipe de soins. Ils sont aussi, de part leur expérience, davantage proche de la personne souffrante. A ce titre, voir la récente note de cadrage de la HAS sur ce sujet.
La HAS émet une liste de recommandation sur l'intégration de la pair-aidance dans les différents milieux de soins de santé mentale. Elle note, notamment, à la page numéro quatre de la note de cadrage, que le vécu du pair-aidant est une réelle plus-value dans l'offre de soin. Aussi elle demande que des travaux soient réalisés afin d'avoir une meilleure évaluation de la pair-aidance dans le parcours de rétablissement en santé mentale.

## Autres applications dans le monde

### En Afrique de l'Ouest
Le faible développement des infrastructures de santé psychiatriques en Afrique de l'Ouest est en partie compensé par de nombreux centres communautaires, comme les camps de prière aux méthodes parfois contestées.
L'Association Saint Camille de Lellis y a développé un réseau de centres de santé psychiatriques communautaires reconnu. 